# دولت‌آباد (نظرآباد)
دولت‌آباد (نظرآباد)، روستایی از توابع بخش تنکمان شهرستان نظرآباد در استان البرز ایران است.

## جمعیت
این روستا در دهستان تنکمان جنوبی قرار دارد و براساس سرشماری مرکز آمار ایران در سال ۱۳۸۵، جمعیت آن ۶۱۳ نفر (۱۵۲خانوار) بوده‌است.